# Das Echo (2023)
Das Echo (Originaltitel: El eco, internationaler Titel: The Echo) ist ein Dokumentarfilm von Tatiana Huezo aus dem Jahr 2023. Das Werk, das auch fiktive Elemente umfasst, porträtiert die Kinder einer isoliert lebenden Dorfgemeinschaft im mexikanischen Hochland. Es bildet gemeinsam mit Huezos dokumentarischen Arbeiten El lugar más pequeño (2011) und Stürmisches Land (2016) eine „Trilogie von Schmerz und Trauma“.
Die mexikanisch-deutsche Koproduktion wurde im Februar 2023 im Rahmen der Internationalen Filmfestspiele Berlin uraufgeführt.

## Inhalt
In einem abgelegenen Dorf in Puebla, im mexikanischen Hochland, kümmern sich die Kinder um das Hüten der Schafe und um die Gemeinschaftsältesten. Die Dorfbewohner müssen mit Frost und Dürre zurechtkommen. Mit jedem Tag, jedem Wort und jedem Schweigen ihrer Eltern lernen die Kinder, sich mit Tod, Krankheit und Liebe auseinanderzusetzen. Das Echo ist „eine Geschichte über das Echo dessen, was der Seele anhaftet, über die Gewissheit des Schutzes durch die Menschen um uns herum, über Rebellion und Schwindel im Angesicht des Lebens“ sowie „über das Erwachsenwerden“.

## Hintergrund
Das Echo ist der fünfte Langfilm der preisgekrönten Regisseurin und Drehbuchautorin Tatiana Huezo. Der Film bildet gemeinsam mit den dokumentarischen Arbeiten El lugar más pequeño (2011) und Stürmisches Land (2016) eine „Trilogie von Schmerz und Trauma“, so die salvadorianisch-mexikanische Filmemacherin. Sie hatte das Projekt zwischenzeitlich zu Gunsten der Dreharbeiten ihres Spielfilms Feuernacht (2021) verschoben, der vom Erwachsenwerden dreier Freundinnen in einem Bergdorf vor dem Hintergrund des mexikanischen Drogenkrieges berichtet. Huezo umschrieb Das Echo „als Geschichte über Kindheit, über Bauernkinder, über das Echo, das Eltern in ihren Kindern hinterlassen. Ich wollte wieder auf den Boden zurück und anderen in die Augen sehen, was mir wirklich Spaß macht“. Die Dreharbeiten sollen Huezo ein Jahr in Anspruch genommen. Sie habe diesen Film nach dem eher düsteren Feuerland gebraucht. „Meine Seele brauchte so etwas. Wenn jemand El eco auf Google Maps sucht, wird man nicht fündig, es ist ein abgelegener Ort, an dem es kein [Handy-]Signal gibt. Die Herausforderung besteht darin, die großen Dinge in den kleinen Dingen zu finden“, so Huezo. Sie produzierte den Film, der neben dokumentarischen auch fiktive Elemente aufweist, mit ihrer eigenen Produktionsfirma Radiola Films. Als Koproduzent fungierte Match Factory Productions. Die Filmstiftung NRW förderte das Projekt mit 50.000 Euro. Als Sendepartner für Das Echo konnte Huezo ZDF/arte gewinnen.

## Veröffentlichung und Rezeption
Die Premiere des Films erfolgte am 17. Februar 2023 bei den Internationalen Filmfestspielen Berlin, wo das Werk in die Sektion Encounters aufgenommen wurde. Die Erstausstrahlung in Deutschland erfolgte am 4. November 2024 auf Arte.
Noch vor seiner Veröffentlichung wurde Das Echo im Oktober 2022 auf der im Rahmen des Film Festival Cologne stattfindenden Branchenveranstaltung European Work in Progress (EWIP) vorgestellt und preisgekrönt. Die Jury lobte den Dokumentarfilm als eindringlich und hob dessen, „Intimität“, „Reinheit“ sowie die „Darstellung der patriarchalischen Gesellschaft“ hervor.

## Auszeichnungen

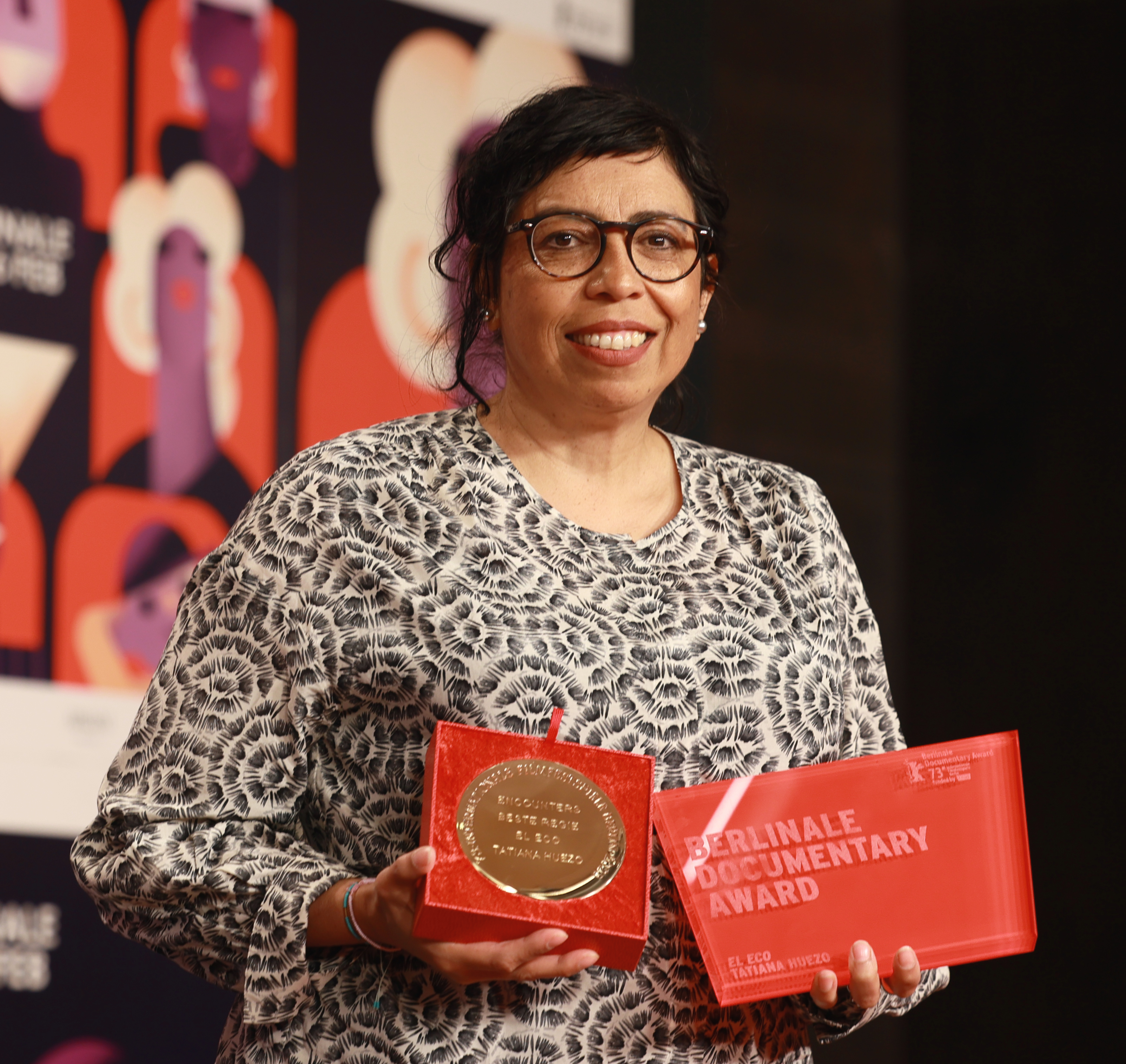
Tatiana Huezo mit dem gewonnenen Berlinale Dokumentarfilmpreis für Das Echo

Noch in der Produktionsphase wurde der Film mit dem mit 5000 Euro dotierten European Work in Progress K13 Studios Award ausgezeichnet. In der der Berlinale-Sektion Encounters erhielt Tatiana Huezo den Preis für die Beste Regie. Zudem wurde der Film mit dem Berlinale Dokumentarfilmpreis ausgezeichnet.